# Añora
Añora é um município de Espanha na província de Córdova, comunidade autónoma da Andaluzia. Tem 112,57 km² de área e em 2021 tinha 1 526 habitantes (densidade: 13,6 hab./km²).

## Demografia
| Variação demográfica do município entre 1991 e 2004 | Variação demográfica do município entre 1991 e 2004 | Variação demográfica do município entre 1991 e 2004 | Variação demográfica do município entre 1991 e 2004 |
| --------------------------------------------------- | --------------------------------------------------- | --------------------------------------------------- | --------------------------------------------------- |
| 1991                                                | 1996                                                | 2001                                                | 2004                                                |
| 1651                                                | 1650                                                | 1579                                                | 1536                                                |